# Archidiocèse de Burgos
L'archidiocèse de Burgos est un archidiocèse espagnol. Il est un siège épiscopal d'Espagne depuis le XIe siècle, il avait à l'époque pour suffragants les diocèses d'Oca du IVe siècle et Valpuesta (es) créé en 804, qui sont maintenant représentés par des sièges titulaires. Tous deux étaient au début suffragants de l'archevêché métropolitain de Tarragone.

## Histoire
En 1075, un évêché a été érigé à Burgos, précédé par le diocèse d'Oca, disparu lors de l'invasion musulmane en Espagne. Après la fondation de l'évêché, la ville de Burgos a pris de l'importance en tant que ville de couronnement des rois de Castille. La construction de la cathédrale gothique de Burgos débuta en 1221, mais ne s'acheva qu'en 1567. Un concile solennel se tint à Burgos en 1080 pour résoudre la question du changement de rite liturgique pour l'ensemble de la Castille. Compte tenu de la résolution du concile, le roi Alphonse VI ordonna qu'à partir du 1er mai de la même année, le rite romain soit observé dans tout le royaume à la place du rite wisigoth.
Le diocèse a été élevé au rang d'archevêché en 1574 par le pape Grégoire XIII. L'actuel archevêché couvre environ le territoire de la province de Burgos.

## Territoire et organisation
L'archidiocèse couvre une superficie de 14 921 km² et étend sa juridiction sur les fidèles catholiques de rite latin résidant dans la province de Burgos, dans la communauté autonome de Castille-et-León. L'archidiocèse avait une juridiction abbatiale (abadengo) sur les villes d'Arcos dans le district judiciaire de Burgos, et de Villasur de Herreros dans celui de Juarros. L'archevêque nommait son maire ordinaire.
Le siège de l'archevêché se trouve dans la ville de Burgos, avec la cathédrale Sainte-Marie. La commune de Santo Domingo de Silos abrite l'abbaye Saint-Dominique, l'un des principaux centres de chant grégorien.
En 2024, l'archidiocèse compte 1004 paroisses regroupées en 6 vicariats divisés en 11 archidiaconés : Merindades, Miranda de Ebro, Amaya, Oca-Tirón, Burgos-Vena, Burgos-Gamonal, Burgos-Vega, San Juan de Ortega, Arlanza, La Sierra et Santo Domingo de Guzmán.

## Diocèses suffrageants
- Diocèse de Bilbao, créé en 1949 à partir du démembrement du Diocèse de Vitoria
- Diocèse d'Osma-Soria
- Diocèse de Palencia
- Diocèse de Vitoria, créé en 1861.

## Sources
- (de)/(es) Cet article est partiellement ou en totalité issu des articles intitulés en allemand « Erzbistum Burgos » (voir la liste des auteurs) et en espagnol « Archidiócesis de Burgos » (voir la liste des auteurs).